# Psylofity
Psylofity (Psilophyta Heintze) – gromada roślin kopalnych, najpierwotniejszych, pionierskich roślin lądowych. Pojawiły się w ludlowie a wymarły w dewonie. Najprawdopodobniej od psylofitów wywodzą się paprotniki.
Współczesne prace podają, że psylofity to takson polifiletyczny, obejmujący trzy niespokrewnione bliżej ze sobą gromady: ryniofity, trymerofity i zosterofilofity.
Według starszych źródeł do klasy psylofity (Psylophytinae) należą np. rodzaje Psilophyton (wymarły) i Psilotum (współczesny).

## Charakterystyka
ŁodygaNiewielka (do 0,5 m wysokości), rośliny nie posiadały jeszcze liści i korzeni. Łodyga była dychotomicznie rozgałęziona, pokryta skórką z aparatami szparkowymi. Zakończona była zarodniami.